# Stänkskärm

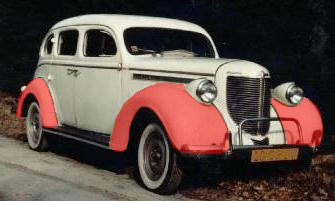
En Chrysler 1938, med infärgade stänkskärmar.

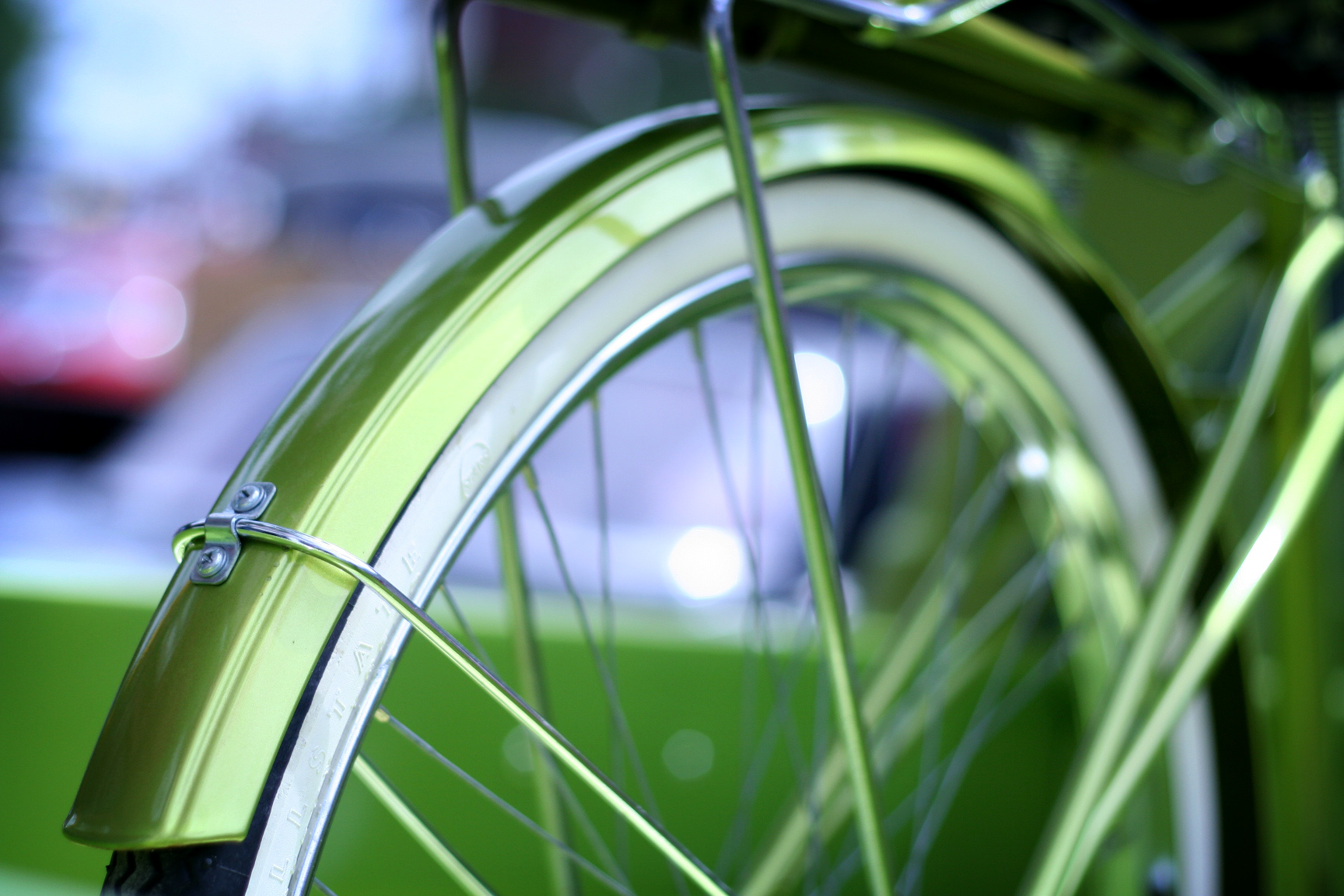
Stänkskärm på en cykel.

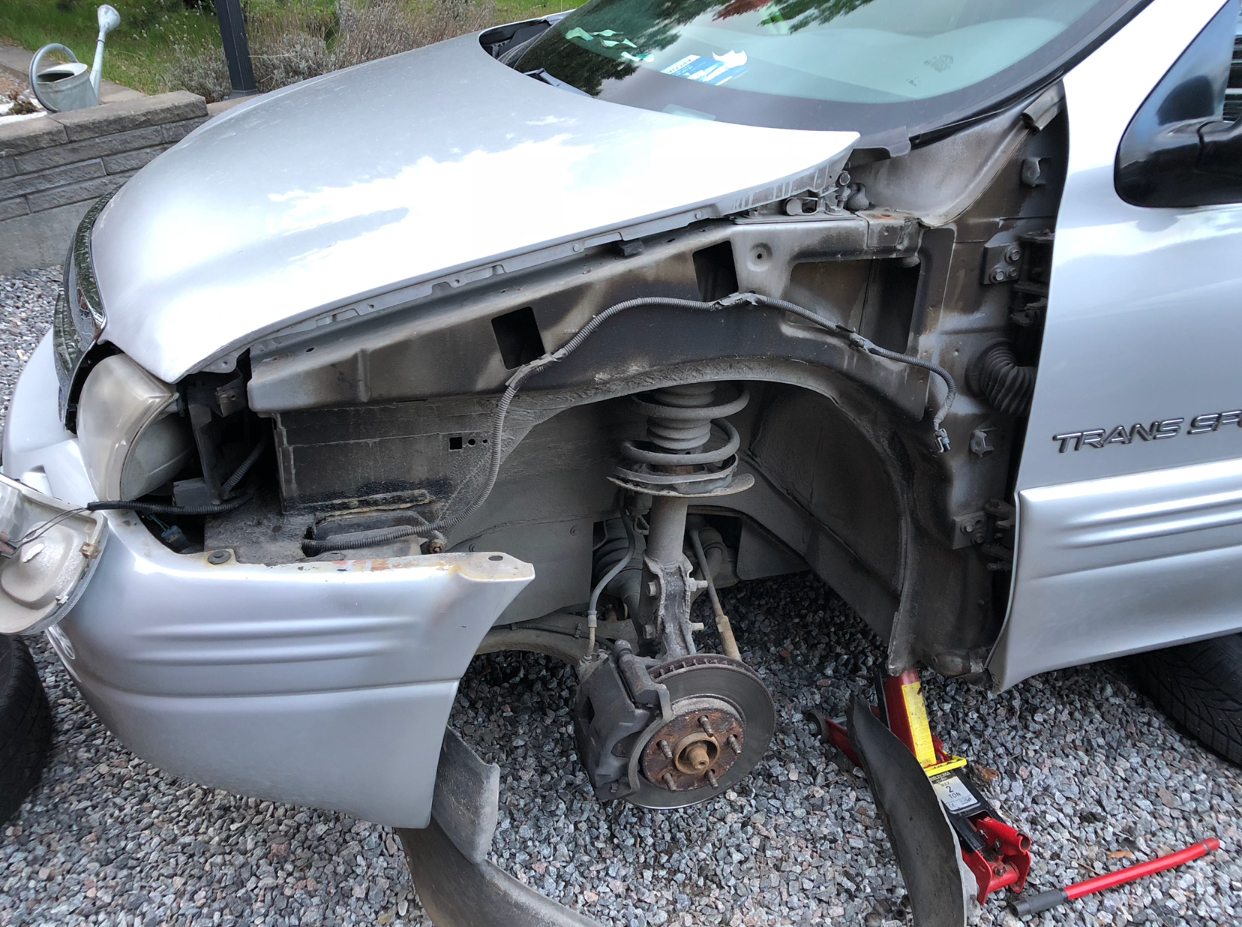
Vänster framskärm borttagen på en Chevrolet Trans Sport -99.

Stänkskärm är en anordning kring fordonshjul med syfte att minimera smuts- och vattensprut.
För moderna bilar är denna del integrerad med karossen och kallas då framskärm och bakskärm eller flygel.
Cyklar har alltjämt ofta särskilda stänkskärmar.